# Metopocoilus giganteus
Metopocoilus giganteus är en skalbaggsart som beskrevs av Anton Franz Nonfried 1894.
Metopocoilus giganteus ingår i släktet Metopocoilus och familjen långhorningar. Inga underarter finns listade i Catalogue of Life.